# حجل أحمر الصدر
حجل أحمر الصدر (الإسم العلمي:Arborophila hyperythra)، هو نوع من الطيور يتبع جنس حجلان التلال من أسرة الحجلاوات ضمن فصيلة التدرجية من رتبة الدجاجيات.